# Bejgli
Le bejgli ([ˈbɛjgli]) est un gâteau hongrois roulé, traditionnellement préparé à Noël. Il est habituellement fourré avec des noix (diós bejgli) ou des graines de pavot (mákos bejgli) moulues. Selon la croyance populaire, en manger apporte l'abondance à la maison.

## Origines
Le bejgli est originaire de Silésie. Son nom provient de la forme incurvée du fer à cheval, en allemand Beugen (= fléchissement). Il est arrivé en Hongrie vers le milieu du XIXe siècle.

## Variations
Plus récemment, il est possible d'en trouver farci avec des griottes et du pavot (meggyes mákos bejgli), aux pommes (almás bejgli), aux châtaignes ou en version salée avec du chou fermenté (káposztás bejgli).